# Felderimyia gombakensis
Felderimyia gombakensis är en tvåvingeart som beskrevs av Albany Hancock och Drew 1995. Felderimyia gombakensis ingår i släktet Felderimyia och familjen borrflugor. Inga underarter finns listade i Catalogue of Life.